# Gens Quintília
La gens Quintília (en llatí: gens Quintilia) va ser una gens romana d'origen patrici, també anomenada Quinctília, que posteriorment va perdre la lletra "c".
Apareixen ja a les primeres llegendes de Roma quan els pastors seguidors de Ròmul van ser anomenats Quintilii o Quintiliani i els de Rem es van anomenar Fabii o Fabiani. Probablement les dues famílies van exercir un sacerdoci hereditari, la de sacerdots del déu Luperc, els Luperci, que dirigien les Lupercals. Aquest sacerdoci va estar limitat durant molt de temps a les dues gens.
Tot i la seva antiguitat la gens Quintília mai no va agafar gaire importància i el seu nom és principalment conegut pel desafortunat Quintili Var, derrotat pels germànics a la batalla del bosc de Teutoburg durant el regnat d'August. Durant tot el període republicà només una vegada van arribar al consolat l'any 453 aC i una vegada la dictadura el 331 aC. El seu cognom familiar va ser normalment Varus durant la República, però en van agafar altres durant l'Imperi.